# Tre sängar för en ungkarl
Tre sängar för en ungkarl (engelska: Worth Winning) är en amerikansk romantisk komedi från 1989 i regi av Will Mackenzie. Filmen är baserad på Dan Lewandowskis roman Worth Winning. I huvudrollerna ses Mark Harmon, Madeleine Stowe och Lesley Ann Warren.

## Rollista i urval
- Mark Harmon - Taylor Worth
- Madeleine Stowe - Veronica Briskow
- Lesley Ann Warren - Eleanor Larimore
- Maria Holvöe - Erin Cooper
- Mark Blum - Ned Broudy
- Andrea Martin - Clair Broudy
- Tony Longo - Terry Childs
- Alan Blumenfeld - Howard Larimore
- Brad Hall - Eric
- Jon Korkes - Sam
- Arthur Malet - biljettrivare
- Joan Severance - Lizbette
- David Brenner - auktionsförrättare på välgörenhetsbal
- Devin Ratray - Howard Larimore, Jr.

## Musik i filmen i urval
- "Girls", skriven av Dwight Twilley, framförd av John Elefante & Dino Elefante
- "All of My Days", skriven av Angie Rubin och Shelley Speck, framförd av N'Dea Davenport
- "Worth Winning", skriven och framförd av Liz Story
- "The Fashion Show", skriven av Bruce Woolley, Simon Darlow, Trevor Horn och Steve Lipson, framförd av Grace Jones
- "We've Only Just Begun", skriven av Paul Williams och Roger Nichols, framförd av The Carpenters